# Hleb Dudarau
Hleb Dudarau (17 de octubre de 1996) es un deportista de Bielorrusia que compite en atletismo. Ganó una medalla de bronce en el Campeonato Europeo de Atletismo por Equipos de 2019, en la prueba de lanzamiento de martillo.